# Kobylá nad Vidnavkou

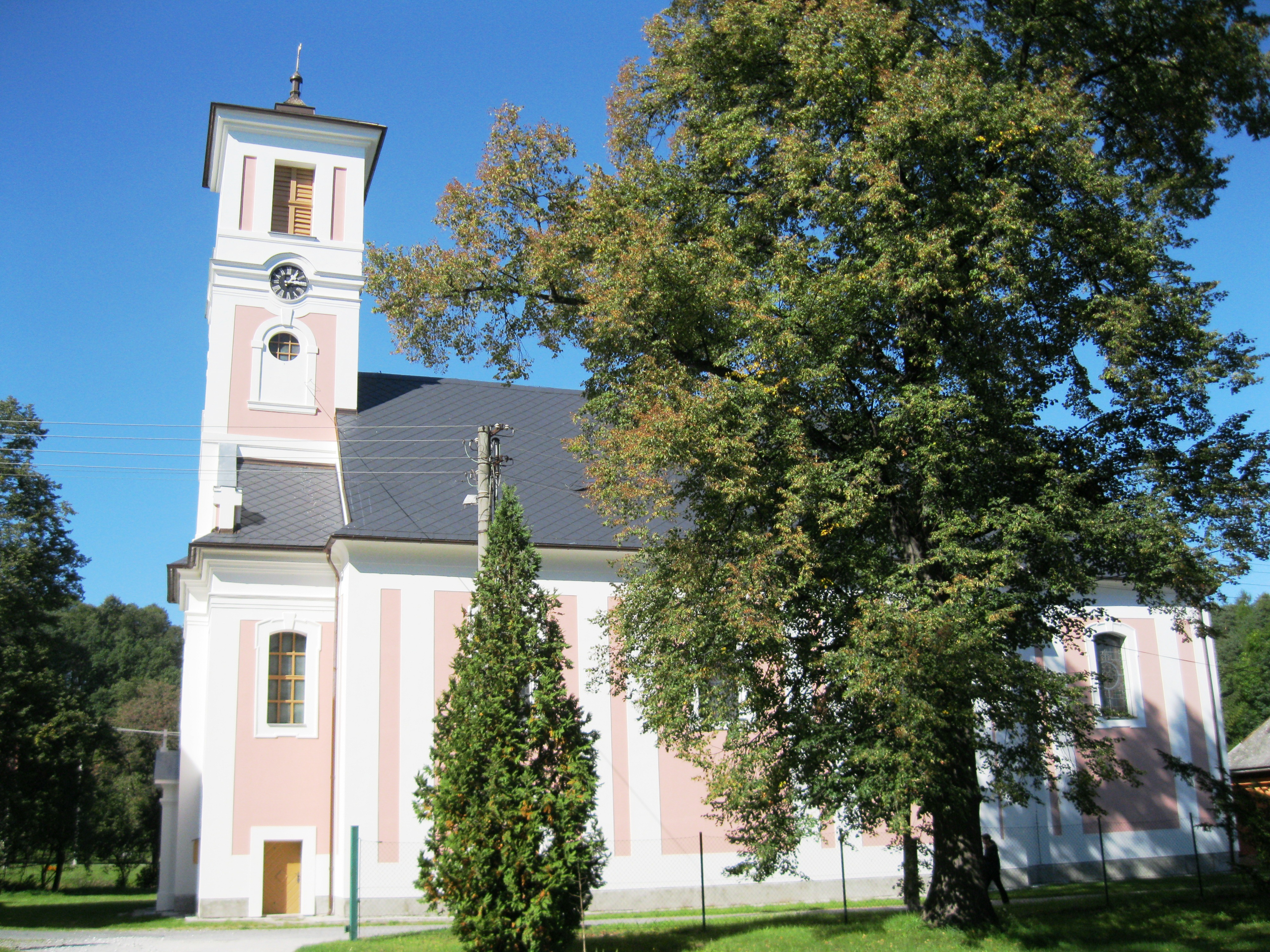
Kostel sv. Jáchyma

Kobylá nad Vidnavkou (dříve jen Kobylá, německy Jungferndorf) je obec, která se nachází v okrese Jeseník v Olomouckém kraji. Žije zde 367 obyvatel.

## Poloha
Obec Kobylá nad Vidnavkou sousedí na severovýchodě s obcí Velká Kraš, na západě s obcí Bernartice a na jihu s městem Žulová a obcí Černá Voda. Od okresního města Jeseník je vzdálena 14,5 km a od krajského města Olomouc 84 km.
Geomorfologicky patří Kobylá nad Vidnavkou k provincii Česká vysočina, subprovincii krkonošsko-jesenické (sudetské), oblasti Krkonošsko-jesenické podhůří (Sudetské podhůří), geomorfologický celek Žulovská pahorkatina. Nejvyšším bodem je Jahodník (379 m n. m.).
Území Kobylé nad Vidnavkou patří do povodí Odry, resp. Kladské Nisy. Protéká jí zhruba severním směrem říčka Vidnávka, do které se zde vlévá zleva Skorošický potok. Na jih od Kobylé je na místní vodoteči menší nádrž Šírava a v nejjižnějším cípu katastru se na Plavném potoce nalézají Plavné rybníky.
Území obce pokrývá ze 60,5 % zemědělská půda (44,5 % orná půda, 14 % louky a pastviny) a z 31,5 % les.

## Historie
První písemná zmínka o obci pochází z roku 1291 z listiny popisující stav kolem roku 1266. Roku 1284 byla Kobylá součástí otmuchovského obvodu a označuje se jako Cobila, roku 1305 je zmiňována jako Kobula a tehdy zde bylo 24 lánů a zákupní fojtství. Až k roku 1378 je doložen německý název Juncfrowindorf, tedy Panenská ves. Jeho původ není jasný (ves nikdy nepatřila ženskému klášteru). Pověsti o založení vsi ženou nebo o pánu z Koblitz, který měl jen dcery, se opíraly i o zobrazení čtyř dívek nad vchodem do zdejšího renesančního zámku.
Ves patřila vratislavskému biskupství a byla spravována z hradu Kaltenštejna, po jeho zánuku z Otmuchova a později z Vidnavy (s tou byla koncem 15. století i zastavována biskupovým věřitelům). V 15. století částečně zpustla a nový rozvoj začal spolu s provozem sklárny, doložené roku 1509. Její majitel Heinrich Niemitz získal od biskupa rovněž zdejší rytířské fojtství (nejpozději roku 1527). Niklas von Niemitz, biskupský hejtman na Jánském Vrchu, zde zakoupil jakýsi statek roku 1566 a 1573 k němu připojil i statek fojtský. Roku 1571 přestavěl bývalou tvrz na renesanční zámek. Jeho rodina Kobylou držela až do roku 1611, kdy ji Henrich Niemitz von Wilkau prodal významnému státníkovi ve službách vratislavského biskupa a později též císařů Rudolfa II. a Matyáše, a současně pozdně humanistickému učenci a básníkovi, Johannu Mathiasi Wackerovi von Wackenfels (1550-1619).
Po Wackerově smrti získala statek jeho dcera Maria Emilia, provdaná za Simona Hieronyma svobodného pána von Sprinzenstein (†1639). Za třicetileté války Kobylá opět částečně zpustla. Po Simonu Sprinzensteinovi dědil jeho syn Ferdinand Maxmilian (†1679), jehož dcera Kateřina kobylské fojtství ještě za života otce roku 1670 prodala Ferdinandu Andreasi Beerovi von Beerenberg (†1681). Po jeho dceři Johanně (†1692) dědil nejdříve její syn z prvního manželství Franz Erdmann von Zischwitz (Tschischwitz) und Kunitz, ale ještě téhož roku její druhý manžel Carl Heinrich von Winanko und Wertenstein, který od vratislavského biskupa odkoupil roku 1697 i jeho část Kobylé, a celou ves tak sjednotil.
Syn Karla Heinricha Johann Leopold von Winanko prodal panství roku 1740 Johannu Franzi svobodnému pánu von Mondbach, po jehož smrti (1760) jej jeho dědicové prodali roku 1762 Johannu Christofovi von Wimmersperg (Wimmmersberg). Jeho dcera Terezie pak roku 1800 Kobylou přenechala své sestře Marii Anně, provdané od roku 1768 za Johanna Ernsta von Skal und Gross-Ellguth (†1813), v jejichž rodině statek zůstal až do roku 1946. Konkrétně byli jeho majiteli Karel Kletus, od r. 1801 svobodný pán von Skal, který Kobylou odkoupil od své matky roku 1815 a zemřel roku 1837, po něm Ferdinand Carl Wilhelm (1837-1879), Carl (1880-1905), Ferdinand I. (1905-1935) a naposledy v letech 1935-1946 Ferdinand II.
Kobylský statek byl základem hospodářského života vsi. V roce 1722 k němu patřily tři dvory s chovem ovcí a pivovar, pak přibyly tři palírny a dočasně též papírna. Obyvatelé se živili rovněž domáckou výrobou lněné příze. Jako v jiných obcích Jesenicka i zde byly ve druhé polovině 19. století založeny menší doly a kamenické dílny.
Roku 1785 bylo v Kobylé zřízeno římskokatolické lokální kaplanství a o dva roky později zde byl postaven kostel sv. Jáchyma. Kaplanství bylo roku 1885, při příležitosti stoletého jubilea, povýšeno na farnost. U kostela fungovala rovněž od roku 1785 škola. Od roku 1886/1906 až do roku 1950 v obci působily vidnavské boromejky, které zde zřídily charitativní domov. Mezi obyvateli měla největší podporu strana křesťansko-sociální.
Za války byl v obci u zámku menší zajatecký tábor. Internovaní ruští, francouzští a angličtí zajatci pracovali na velkostatku. Těsně před koncem války zajatci zabili stráže a z tábora uprchli.
Po konci II. světové války a odsunu německého obyvatelstva zanikla i většina nezemědělských činností v obci. Velkostatek (a od roku 1960 i ostatní zemědělskou půdu) převzal Státní statek Žulová, roku 1980 pak Jednotné zemědělské družstvo Bernartice.
Kobylá byla samostatnou obcí až do 1. ledna 1976, kdy byla připojena k Žulové. Teprve k 1. lednu 2001 se na základě místního referenda opět osamostatnila. Od té doby je také její název rozšířen o přívlastek "nad Vidnavkou".
Kobylá je členem Mikroregionu Žulovsko, svazku obcí vzniklého v roce 2003. Obec je také členem Sdružení měst a obcí Jesenicka (SMOJ), které tvoří obce okresu Jeseník, a Euroregionu Praděd.
Součástí obce bývala osada Annín (také Annaberk, něm. Annaberg), založená roku 1803 Marií Annou svobodnou paní von Wimmersberg, provdanou von Skal und Groß-Ellguth, tehdejší majitelkou Kobylé, a pojmenovaná po ní. Osada ležela 1,75 km na západ od Kobylé a zanikla v 50. letech 20. století. Mezi zříceninami obytných a hospodářských budov stojí zpustošený kostelík sv. Josefa.

### Správní vývoj
Správní příslušnost Kobylé nad Vidnavkou od roku 1848
- 1848 vévodství slezské, kraj opavský, Nisské knížectví, statek Kobylá
- od 1. ledna 1850 do roku 1855 vévodství slezské, politický okres Frývaldov, soudní okres Vidnava
- od roku 1855 do roku 1868 vévodství slezské, smíšený okres Vidnava
- od roku 1868 do 30. listopadu 1928 vévodství slezské / země slezská, politický okres Frývaldov, soudní okres Vidnava
- od 1. prosince 1928 do 31. ledna 1949 země moravskoslezská, politický okres Frývaldov (od 1947 Jeseník), soudní okres Vidnava
  - kromě: od 1. října 1938 do května 1945 "sudetoněmecká území", od 15. dubna 1939 jako říšská župa Sudety / Reichsgau Sudetenland; (od 1. května 1939) vládní obvod Opava / Regierungsbezirk Troppau; (od 20. listopadu 1938) Landkreis Freiwaldau, Amtsgericht Weidenau
  - od 31. května 1945 Slezská expozitura země Moravskoslezské
- od 1. ledna 1949 do 30. června 1960 Olomoucký kraj, okres Jeseník
- od 1. července 1960 do 31. prosince 1995 Severomoravský kraj, okres Šumperk
- od 1. ledna 1996 do 31. prosince 1999 Severomoravský kraj, okres Jeseník
- od 1. ledna 2000 Olomoucký kraj, okres Jeseník

### Vývoj počtu obyvatel
Počet obyvatel Černé Vody podle sčítání nebo jiných úředních záznamů:
Celá obec (včetně Annína)
| Rok            | 1836 | 1869 | 1880 | 1890 | 1900 | 1910 | 1921 | 1930 | 1939 | 1947 | 1950 | 1961 | 1970 | 1980 | 1991 | 2001 | 2011 | 2021 |
| -------------- | ---- | ---- | ---- | ---- | ---- | ---- | ---- | ---- | ---- | ---- | ---- | ---- | ---- | ---- | ---- | ---- | ---- | ---- |
| Počet obyvatel | 837  | 938  | 959  | 967  | 937  | 894  | 891  | 984  | 971  | 457  | 525  | 519  | 534  | 536  | 494  | 498  | 435  | 366  |
| Počet domů     | -    | 141  | 165  | 145  | 161  | 163  | 166  | 178  | -    | -    | 155  | 97   | 98   | 91   | 105  | 108  | 112  | 112  |

1. ↑  z toho: 4 Čechoslováci, 971 Němců; 978 řím. kat., 1 evang., 3 čsl., 2 bez vyzn.
2. ↑  z toho: 377 Čechů, Moravanů a Slezanů, 31 Slováků, 38 Němců; 242 řím. kat., 4 čsl. hus., 3 evang., 2 pravosl., 206 bez vyzn.

V obci Kobylá nad Vidnavkou je evidováno 126 adres : 124 čísla popisná (trvalé objekty) a 2 čísla evidenční (dočasné či rekreační objekty). Při sčítání lidu roku 2001 zde bylo napočteno 108 domů, z toho 98 trvale obydlených.
Osada Annín
| Rok            | 1836 | 1869 | 1880 | 1890 | 1900 | 1910 | 1921 | 1930 | 1950 | 1961 | 1970 | 1980 | 1991 | 2001 | 2011 |
| -------------- | ---- | ---- | ---- | ---- | ---- | ---- | ---- | ---- | ---- | ---- | ---- | ---- | ---- | ---- | ---- |
| Počet obyvatel | 98   | 114  | 114  | 117  | 104  | 99   | 110  | 93   | 37   | 21   | 0    | 0    | 0    | 0    | 0    |
| Počet domů     | -    | 23   | 25   | 24   | 25   | 26   | 26   | 26   | 17   | .    | 0    | 0    | 0    | 0    | 0    |

### Církevní správa
Z hlediska římskokatolické církevní správy spadá obec Kobylá nad Vidnavkou pod farnost Kobylá nad Vidnavkou. Ta je součástí děkanátu Jeseník diecéze ostravsko-opavské.
Věřící Českobratrské církve evangelické patří k farnímu sboru Javorník u Jeseníku. V Kobylé formálně existuje kazatelská stanice, kde se však bohoslužby již delší dobu nekonají. Věřící Československé církve husitské patří k náboženské obci v Jeseníku, kde je i sídlo farnosti pro pravoslavné věřící.

## Zajímavosti

### Kulturní památky
- renesanční, barokně a empírově přestavěný zámek ze 70. let 16. století s parkem, využívaný jako domov důchodců (kulturní památka)[15]
- římskokatolický farní kostel sv. Jáchyma z roku 1787 (kulturní památka)[16]
- socha sv. Jana Nepomuckého z roku 1727[16]
- empírová hřbitovní kaple s hrobkou svobodných pánů von Skal z 20.-30. let 19. století (kulturní památka)[17]
- kaple P. Marie, z přelomu 19. a 20. století; chrání mariánský sloup z roku 1808 (kulturní památka)[18]
- Boží muka z roku 1801 (kulturní památka)[19]
- kaple sv. Josefa v bývalém Anníně, dnes zřícenina

### Přírodní památky
- památné stromy: dub letní,[20] dub u rybníka,[21] Maděrův jilm[22]
- skalní město na vrchu Smolný (404 m n. m.)
- přírodní památka Venušiny misky
- zatopený lom "Vaněk", využívaný ke koupání
- louky zvané Šíravy - tzv. "oblíková krajina" tvarovaná ledovcem, typicky vrch Šibeničník (331 m n. m.)

## Doprava
Kobylou vede regionální železniční trať č. 295 (železniční trať Lipová Lázně - Javorník ve Slezsku). Na území obce je zastávka této trati s názvem „Kobylá nad Vidnavkou“.
Obcí prochází pouze silnice III. třídy severojižním směrem ze Žulové na Velkou Kraš a dále na Vidnavu anebo Bílou Vodu.

## Školství
V obci se nachází mateřská škola a základní škola nižšího stupně (1.-5. ročník).